# Bertholite
Bertholite était le nom donné à un gaz de combat utilisé par les Allemands et leurs alliés durant la Première Guerre mondiale. Il s'agit du dichlore (chlore à l'état gazeux), un gaz très toxique qui endommage les voies respiratoires. Une dose suffisante provoquait la mort par asphyxie. La bertholite fut utilisée pour la première fois le 22 avril 1915, au cours de la deuxième bataille d'Ypres,.
Un moyen rudimentaire pour lutter contre la bertholite consistait à tremper un chiffon dans de l'urine et à se couvrir le nez et la bouche avec ce masque de fortune. L'ammoniac contenu dans l'urine réagissait avec le gaz et diminuait sa toxicité. Cette méthode permit à des soldats alliés de continuer les combats malgré la présence de nuages toxiques. Par la suite, l'introduction des masques à gaz permit de mieux lutter contre le dichlore avec de meilleurs réactifs.
Les Allemands utilisèrent alors d'autres armes chimiques comme le phosgène.